# Mirror's Edge Catalyst
Mirror's Edge Catalyst er et action-eventyr platform videospil udviklet af EA Digital Illusions CE og udgivet af Electronic Arts. Det er en reboot af Mirror's Edge (som var udgivet i 2008 og 2009), og handler om Faiths oprindelse og hendes forsøg på at vælte en totalitær konglomerat af virksomheder, der regerer byen Glass.